# Irene Larraza Aizpurua
Irene Larraza Aizpurua (Tolosa, 1970) és una gestora cultural basca, que des de 2018 exerceix de directora de l'Institut Etxepare, que difon la llengua i cultura basca internacionalment.
És llicenciada en Ciències de la comunicació per la Universitat de Navarra. Ha treballat com a responsable de comunicació en els sectors públic i privat de la cultura, com el Centre Cultural Koldo Mitxelena (Diputació de Guipúscoa) i l'empresa Syntorama. Del 2008 al 2011 va treballar com a directora del Departament de Cultura de l'Ajuntament de Tolosa. Va entrar a treballar a l'Etxepare el 2012, on des del gener de 2018 treballa com a directora, ocupant el lloc que va deixar Miren Arzalluz.